# Sean Murphy
Sean Gordon Murphy (ur. 1980 w Nashua) – amerykański twórca komiksów, znany z pracy nad takimi tytułami jak Joe the Barbarian z Grantem Morrisonem, Chrononauci z Markiem Millarem, American Vampire: Survival of the Fittest oraz The Wake ze Scottem Snyderem, oraz Tokyo Ghost z Rickiem Remenderem. Jest scenarzystą i rysownikiem miniserii Punk Rock Jesus, Batman: Biały Rycerz oraz Batman: Klątwa Białego Rycerza wydanych przez DC Comics.

## Życie
Sean Gordon Murphy urodził się w Nashua w stanie New Hampshire w 1980 roku. W miejscowości Salem uczył się rysowania komiksów u miejscowego malarza i rysownika Leslie Swank. Ukończył szkołę średnią Pinkerton Academy w 1999 roku, uczęszczał do Massachusetts College of Art w Bostonie, a następnie do Savannah College of Art and Design.

## Kariera
Murphy rozpoczął pracę zawodową jeszcze przed ukończeniem studiów - pracował nad takimi tytułami jak Gwiezdne Wojny i Noble Causes, a następnie był zaangażowany w różne projekty dla wydawnictwa Dark Horse Comics.
Stworzył miniserię Batman/Scarecrow: Year One ze scenarzystą Bruce’em Jonesem dla DC Comics i powieść graficzną Off Road dla Oni Press. Napisał run dla serii Hellblazer, a dla imprintu Vertigo rysował postać Joe the Barbarian na podstawie scenariusza Granta Morrisona.
W 2005 r. opublikował swoją pierwszą oryginalną powieść graficzną, zatytułowaną Off Road, za którą zdobył nagrodę American Library Association Award przyznawaną młodym twórcom. W 2006 roku Murphy zilustrował miniserię Outer Orbit dla Dark Horse.
W 2012 roku Murphy napisał i narysował sześciozeszytową, czarnobiałą miniserię Punk Rock Jesus dla Vertigo, której głównym bohaterem jest klon Jezusa Chrystusa, który jako dziecko wystąpił we własnym programie telewizyjnym typu reality show i wyrósł na zbuntowanego młodego człowieka. Inspiracją dla Murphy'ego do napisania tego komiksu były sukcesy Sary Palin na amerykańskiej scenie politycznej. Murphy komentował: „W 2007 r. przestraszyłem się Sary Palin - nie mogłem uwierzyć, że ktoś, kto jest aż takim ignorantem, może być tak blisko zostania prezydentem. A wiele z jej komentarzy dotyczyło religii, polityki i mediów. To sprawiło, że chciałem podjąć jakieś działania, ale byłem tylko artystą komiksowym i nie byłem pewien, co mogę zrobić. Zająłem się więc tymi trzema tematami w Punk Rock Jesus o czułem, że mam naprawdę ciekawą historię do opowiedzenia, ale wtedy został wybrany Obama i nagle zniknęła potrzeba pokazania Punk Rock Jezusa. Byłem fanem Obamy i cieszę się, że Palin nie ma w pobliżu kodów do pocisków nuklearnych, ale czułem, że przegapiłem okno, w którym Punk Rock Jesus miałby mocniejszy wydźwięk. Ale [wybory w 2012 r.] wzbudziły wszystkie moje dawne obawy, więc czuję, że nagle Punk Rock Jesus znów stał się ważny." Seria otrzymała pozytywne recenzje w serwisach Comic Book Resources, Weekly Comic Book Review, Bleeding Cool, IGN i DCManiak.

## Życie osobiste
Murphy mieszka z żoną Kataną w Portland w stanie Maine, gdzie przenieśli się z Brooklynu w 2016 r. Murphy został wychowany na katolika, ale jest ateistą.